# Абдулов, Виталий Зинурович
Виталий Зинурович Абдулов (род. 15 марта 1970, Глазов, Удмуртская АССР) — российский актёр. Наиболее известен по ролям физрука Степнова в сериале «Ранетки» и старшего сержанта Евсеева в сериале «Солдаты».

## Биография
Родился 15 марта 1970 года в городе Глазове. В школе занимался баскетболом, играл за молодёжную сборную города. После окончания школы поступил в Иркутский энергостроительный техникум на специальность «техник-строитель». Отслужив в армии, работал строителем-монтажником, санитаром, администратором кафе, телохранителем.
В 1995 году поступил в Иркутское театральное училище к педагогу Валентине Александровне Дуловой.
На дипломных спектаклях в 2000 году присутствовала педагог из ГИТИСа Ольга Фирсова. Посмотрев его работы, она рекомендовала Абдулову продолжить актёрскую карьеру в Москве. Там он поступил в Школу-студию МХАТ на курс Евгения Каменьковича, которую окончил в 2004 году.
Кинокарьеру начал в 2001 году, играл эпизодические роли телохранителей и милиционеров. В 2004 году снялся в фильме «Шукшинские рассказы». На телеканале REN-TV стартовал сериал «Солдаты», и роль старослужащего Евсеева принесла Абдулову первую популярность. Играл дизелиста подводной лодки в фильме «Первый после Бога», Удава в фильме «Билет в гарем», Загибайлова в «Жарком ноябре»), в сериалах помощника мэра в «Кадетстве», физрука в «Ранетках», капитана Дуров в «Заставе Жилина»).
В 2004 году исполнил эпизодическую роль московского таксиста в фильме «Превосходство Борна». Снимается в рекламе.

## Фильмография
- 2001 — Гражданин начальник — телохранитель
- 2002 — Шукшинские рассказы (новелла «Ораторский приём») — работник бригады лесорубов
- 2003 — Антикиллер-2 — мент
- 2003 — Стилет — телохранитель
- 2003 — Другая жизнь (телесериал) — садовник
- 2004 — Дальнобойщики 2 (1-я серия «Двойной капкан») — бандит «Боксёр»
- 2004 — Московская сага — генерал
- 2004 — МУР есть МУР — Арнольд Шульгин
- 2004 — Превосходство Борна — таксист
- 2004 — Солдаты — старший сержант Евсеев
- 2005 — Каменская 4 — киллер
- 2005 — Первый после Бога — дизелист подводной лодки Осыка
- 2005 — Фирменная история — Гриша
- 2006 — Билет в гарем — Удав
- 2006 — Жаркий ноябрь — Загибайлов
- 2006 — Кадетство — помощник мэра
- 2006 — Кинофестиваль, или Портвейн Эйзенштейна — Лёха Симонов
- 2006 — 2007 — Кадетство — Александр Михайлович, помощник мэра
- 2007 — Параграф 78 — эпизод
- 2007 — Паутина — Верзила
- 2007 — Возвращение Турецкого — Юра, боксёр
- 2007 — Путейцы — муж
- 2007 — Руд и Сэм — старший охраны босса
- 2007 — Солдаты. Новый год, твою дивизию! — старослужащий Евсеев
- 2008—2010 — Ранетки — Виктор Михайлович Степнов, физрук
- 2008 — Застава Жилина — капитан Зуров
- 2009 — Крест в круге — Плешаков
- 2009 — Дистанция — тренер
- 2010 — Жила-была одна баба — эпизод
- 2010 — Маргоша 3 — Пётр Родионов
- 2010 — Самый лучший фильм 3-ДЭ — эпизод
- 2012 — Светофор — Сергей
- 2013 — След — егерь
- 2014 — Чемпионы — муж Светланы Журовой
- 2014 — Идеальная пара — Денис
- 2015 — Молодёжка — посетитель
- 2015 — Морские дьяволы
- 2017 — Лесник. Своя земля — Барабаш Сергей Михайлович
- 2018 — Обратная сторона любви — Сергей. Ухажёр Варвары
- 2018 — Свидетели — Ненужный муж
- 2018 — Смертельный тренинг — Кириллов. Врач в отеле
- 2019 — Фантом (Украина) — эпизод (нет в титрах)
- 2020 — Москвы не бывает — Коча
- 2022 — По законам военного времени-5. Мятеж — Носовихин
- 2022 — Смерш 2 — немецкий генерал
- 2024 — Беспринципные

### Участие в клипах
- 2020 — Егор Крид — «Девочка с картинки»